# Vanvillé
Vanvillé is een gemeente in het Franse departement Seine-et-Marne (regio Île-de-France) en telt 184 inwoners (1999). De plaats maakt deel uit van het arrondissement Provins.

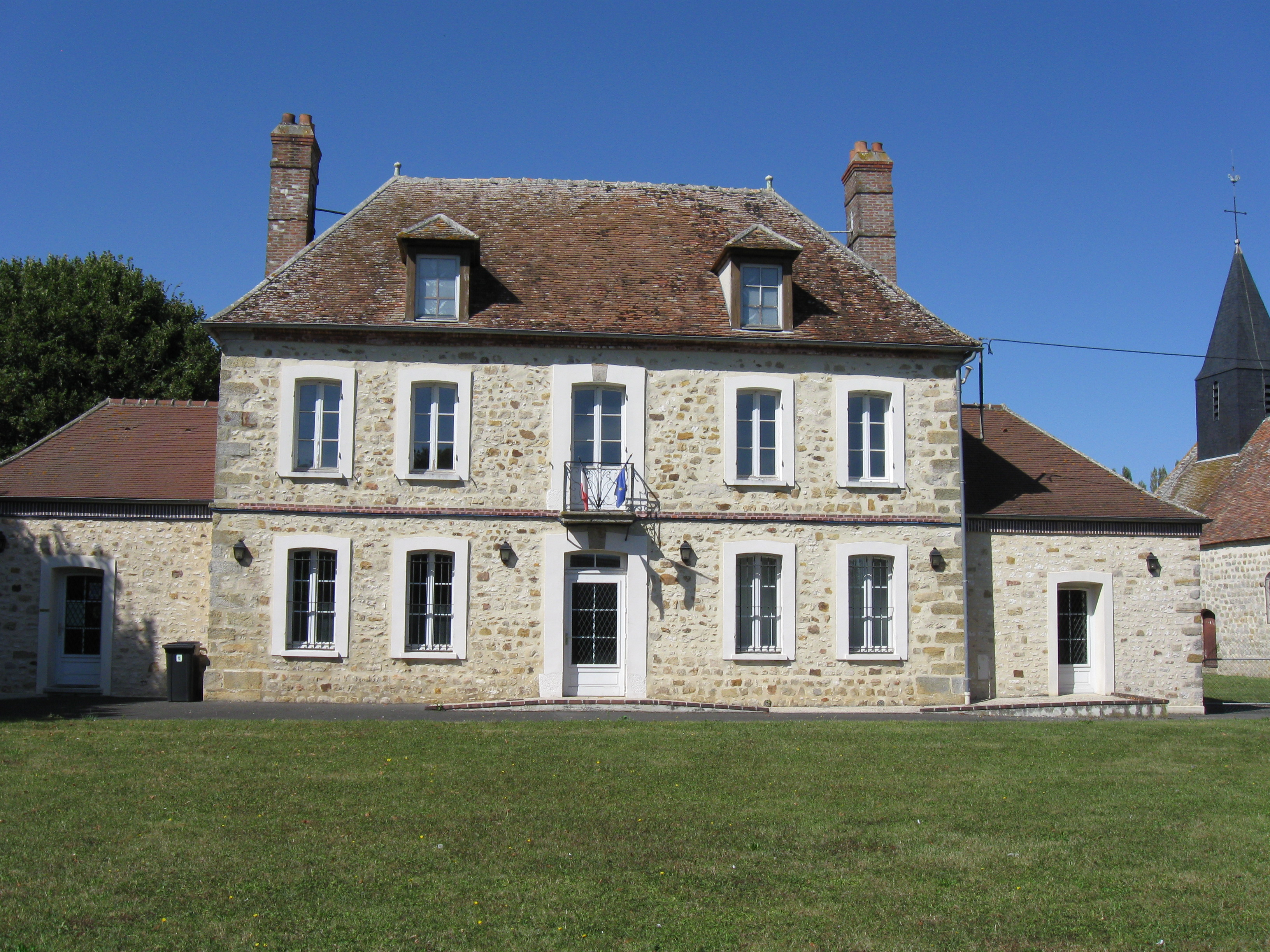
Gemeentehuis
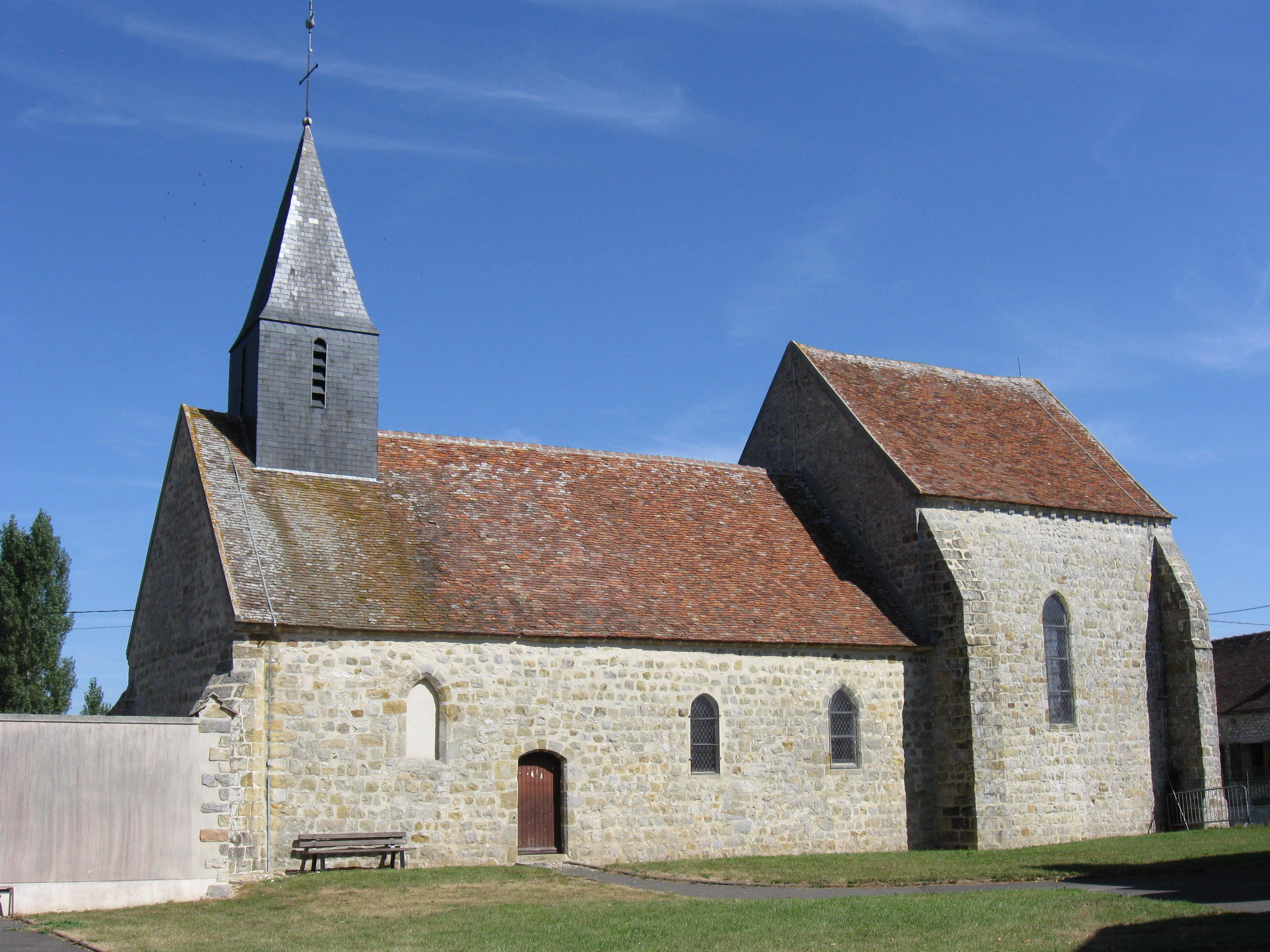
Kerk van Vanvillé

## Geografie
De oppervlakte van Vanvillé bedraagt 7,7 km², de bevolkingsdichtheid is 23,9 inwoners per km².
De onderstaande kaart toont de ligging van Vanvillé met de belangrijkste infrastructuur en aangrenzende gemeenten.

## Demografie
Onderstaande figuur toont het verloop van het inwonertal (bron: INSEE-tellingen).